# 저스틴 호이트
저스틴 호이트(Justin Raymond Hoyte, 1984년 11월 20일, 잉글랜드 런던 레이턴스톤 ~ )는 FC 신시내티에서 뛰고 있는 잉글랜드 국적의 프로 축구선수이다.

## 클럽 커리어
호이트는 2003년 5월 프로계약 사인을 했다. 그는 라이트 백이지만 예전 임대되었던 클럽 선덜랜드에서는 레프트 백으로도 뛰었다.
그는 2003년 5월 사우샘프턴과의 프리미어리그 37라운드의 6-1로 승리한 경기에서 교체로 출장했다. 그 이후 그는 리그컵 경기에서만 모습을 보였다. 2004-05 시즌에는 5경기에만 출장했다. 그중 4번이 선발 출장이다.
2005년 여름 동안, 호이트는 입스위치 타운으로의 임대설이 돌았지만 아스널의 감독 아르센 웽거는 그에게 프리미어리그 경험을 주고 싶어했고, 그렇게 되면서 그는 2005년 8월 31일 선덜랜드로 한 시즌간 임대를 보냈다. 그는 선덜랜드에서 31경기를 출장하였고 1골을 넣었는데 그 상대가 라이벌 뉴캐슬 유나이티드였다. 선덜랜드가 챔피언십리그으로 강등된 후 그는 아스널로 돌아왔다.
2006-07 시즌 초반, 애슐리 콜이 첼시로 이적하고, 가엘 클리시의 부상으로 인해 그는 주전 자리를 잡을 수 있었다. 디나모 자그레브, 애스턴 빌라 등을 상대로 경험을 쌓았다. 하지만 아스널은 윌리암 갈라스의 영입과 마침 에마뉘엘 에부에의 부상으로 그는 라이트백으로 돌아갔다.
그의 첫 폼은 위태롭긴 했지만 그는 게임을 할수록 나아졌다. 2007년 5월 20일 기준으로 그는 아스널의 모든 경기에서 53번의 출장을 했다.
그의 첫 골도 그 사이에 나왔는데 2007년 1월 2일, 찰턴 애슬레틱을 상대로 티에리 앙리의 어시스트를 받아 찰턴의 골리 스콧 카슨을 뚫고 골을 넣었다. 그 골은 에미레이츠 경기장에서의 첫 잉글랜드 국적 선수의 골로 등록이 되었다.
2007년 7월 19일, 데일리 미러에서 애스턴 빌라가 250만 파운드의 금액으로 아스널의 호이트를 영입하려 했다. 마틴 오닐의 라이트백 요원으로 필요로 했다. 2007년 8월 7일 한번 더 중요하게 나왔었다. 하지만 그는 아스널에 남는다고 하였고, 에마뉘엘 에부에가 라이트윙으로 내려가면서 새로이 영입한 바카리 사냐와 라이트백 자리를 놓고 경쟁 을 했다. 그러나 그는 바카리 사냐에게 결국 주전에서 밀리게 되고 많은 출전을 하지 못하게 되자 이번 2008년 8월 미들즈브러 로 이적을 했다.

## 국가대표 커리어
호이트는 잉글랜드 U-21 대표팀의 일원으로 18경기를 뛰었다. 그리고 2007 UEFA Under-21 Championship 대회에도 전경기 출장했다. 그는 개최국인 네덜란드 U-21 대표팀과의 4강전에서도 출전했다. 그 경기에서 호이트는 승부차기 첫 번째는 실패하였지만 두 번째에서는 성공했다. 하지만 팀은 12-13으로 졌다.